# La Maria
María Bertomeu Soria (Oliva, 1998), más conocida como La Maria, es una cantante valenciana. Su música es una mezcla de sonidos orgánicos y electrónicos que provoca «un diálogo hipnótico que satura las fracturas del tiempo y crea una impagable ilusión de continuidad».

## Biografía
Inició su formación musical a la escuela de la Asociación Artístico-Musical de Oliva para la especialidad de saxofón. Más tarde accedió al Conservatorio Profesional de Música de Catarroja para la especialidad de canto valenciano bajo la maestría de Xavier de Bétera.
Se dio a conocer al gran público en 2021 con una versión de la canción tradicional de Alcácer, «Arranquen vinyes», que subió a Twitter. A las pocas horas, se había reproducido miles de veces y Pau Alabajos, Cesk Freixas, Enric Morera, Feliu Ventura, Amàlia Garrigós, Eugeni Alemany y Rafa Xambó se habían hecho eco.
En 2022 lanzó su primer sencillo y videoclip de la canción «Mon vetlatori» y también colaboró con una canción del disco Guaret del grupo valenciano Auxili. En 2023 publicó su primer trabajo discográfico en solitario, L'Assumpció, editado por el sello discográfico Propaganda Pel Fet!. En la edición de los Premios Ovidi de aquel año se impuso en las categorías de artista revelación, mejores arreglos y mejor canción por «Mon vetlatori».
En 2024 actuó en el programa La Revuelta homenajeando al pueblo valenciano afectado por la DANA.

## Discografía
- L’Assumpció (Propaganda Pel Fet!, 2023)
- Robina (Propaganda Pel Fet!, 2025)[12]